# Посейдон (газопровод)
Посейдон — проект подводного газопровода, соединяющего газотранспортные системы Греции и Италии по дну Ионического моря. Предложен итальянской компанией Edison и греческой DEPA в рамках проекта интерконнектора, соединяющего Турцию, Грецию и Италию (ITGI). Мощность газопровода может составлять порядка 8-10 млрд кубометров, ориентировочная цена — около 350 млн долларов.
По данному газопроводу планируются поставки газа либо из Турецкого потока, либо из Восточно-средиземноморского трубопровода.
7 мая 2019 года премьер-министр Италии Джузеппе Конти заявил, что Италия будет выступать против строительства газопровода «Посейдон» — последнего отрезка EastMed, который должен соединить Грецию и Италию через Адриатическое море Однако 1 января 2020 года стало известно, что министр экономического развития Италии Стефано Патуанелли направил своему греческому коллеге письмо в поддержку трубопровода EastMed, тем самым восстановив поддержку Италии в проекте.